# Golub ćukan
Golub ćukan  (lat. Aetomylaeus bovinus, sin. Pteromylaeus bovinus) riba je iz reda golubovki (Myliobatiformes), porodice morskih golubova (lat. Myliobatidae). Naraste do 250 cm duljine i 83 kg težine. Tijelo mu je spljošteno kao i kod svih morskih goluba, s izduljenim bočnim perajama, kao krilima koje završavaju oštro. Ima izduljenu njušku, ravnu, koja podsječa na pačji kljun, u ustima ima 7 redova ravnih zuba. Svijetlo smeđe je boje, s desetak sivo-plavih pruga po leđima. Živi na dubinama do 150 m u tropskim i toplijim morima, a hrani se pridnenim školjkašima i rakovima. Živi većino sam, a ponekad i manjim grupama. rep mu je dugačak i oblika biča. Uz sam početak repa, u kožnoj ovojnici se nalazi velika i dobro razvijena bodlja. Bodlja je od vazodentina, tvrdog, kosti sličnog materijala. Duž bodlje prostire se ventrolateralna
žlijezdana udubina u kojioj se nalazi otrovno žljezdano tkivo, iz kojeg se otrov ispušta u bodlju. Kako voli toplija mora, u Jadranu nije čest, najčešće se uhvati na južnom dijelu. Cijenjen je u prehrani. Kritično je ugrožena vrsta.

## Rasprostranjenost
Golub ćukan je riba koja prebiva po cijelom istočnom dijelu Atlantika, od Portugala do Angole, a također i oko juga Afrike, te u Indijskom oceanu oko Mozambika.